# Franklin (Miniserie)
Franklin ist eine Miniserie über Benjamin Franklin, einen der Gründervater der Vereinigten Staaten. Die Dramaserie basiert auf Stacy Schiffs 2005 erschienener Biografie „A Great Improvisation: Franklin, France, and the Birth of America“. Die acht Folgen umfassende Historienserie wurde im Jahr 2024 über Apple TV+ veröffentlicht.

## Handlung
Acht Jahre im Leben von Benjamin Franklin, in denen er im Königreich Frankreich lebte und das Land davon überzeugte, Amerikas Demokratie zu unterstützen.

## Produktion
Im Februar 2022 wurde die Serienproduktion mit Tim Van Patten als Regisseur und Michael Douglas in der Hauptrolle angekündigt.
Die Dreharbeiten begannen im Juni 2022 in der französischen Stadt Versailles.